# Kestrel (lance-roquettes)
Pour les articles homonymes, voir Kestrel.
Le Kestrel est un système de lance-roquettes portable développé par l'Institut national des sciences et technologies Chung-Shan de Taïwan et actuellement en service auprès des forces armées et de la garde côtière de la république de Chine.

## Description
Le lanceur est fabriqué à partir de plastique renforcé de fibres (FRP) et comprend un viseur optique ainsi qu'un support pour une lunette de vision nocturne. La portée effective est de 400 m avec la roquette à ogive OCC et de 150 m avec celle à ogive HESH.

## Développement
Le développement du Kestrel a commencé en 2008 à la suite d'une demande du corps des fusiliers marins de la république de Chine. Onze tests ont été effectués entre 2009 et 2012 et le test opérationnel initial et l'évaluation ont eu lieu en 2013. Le Kestrel a été exposé pour la première fois à l'exposition des technologies de l'aérospatiale et de la défense de Taipei en 2013,.

## Historique

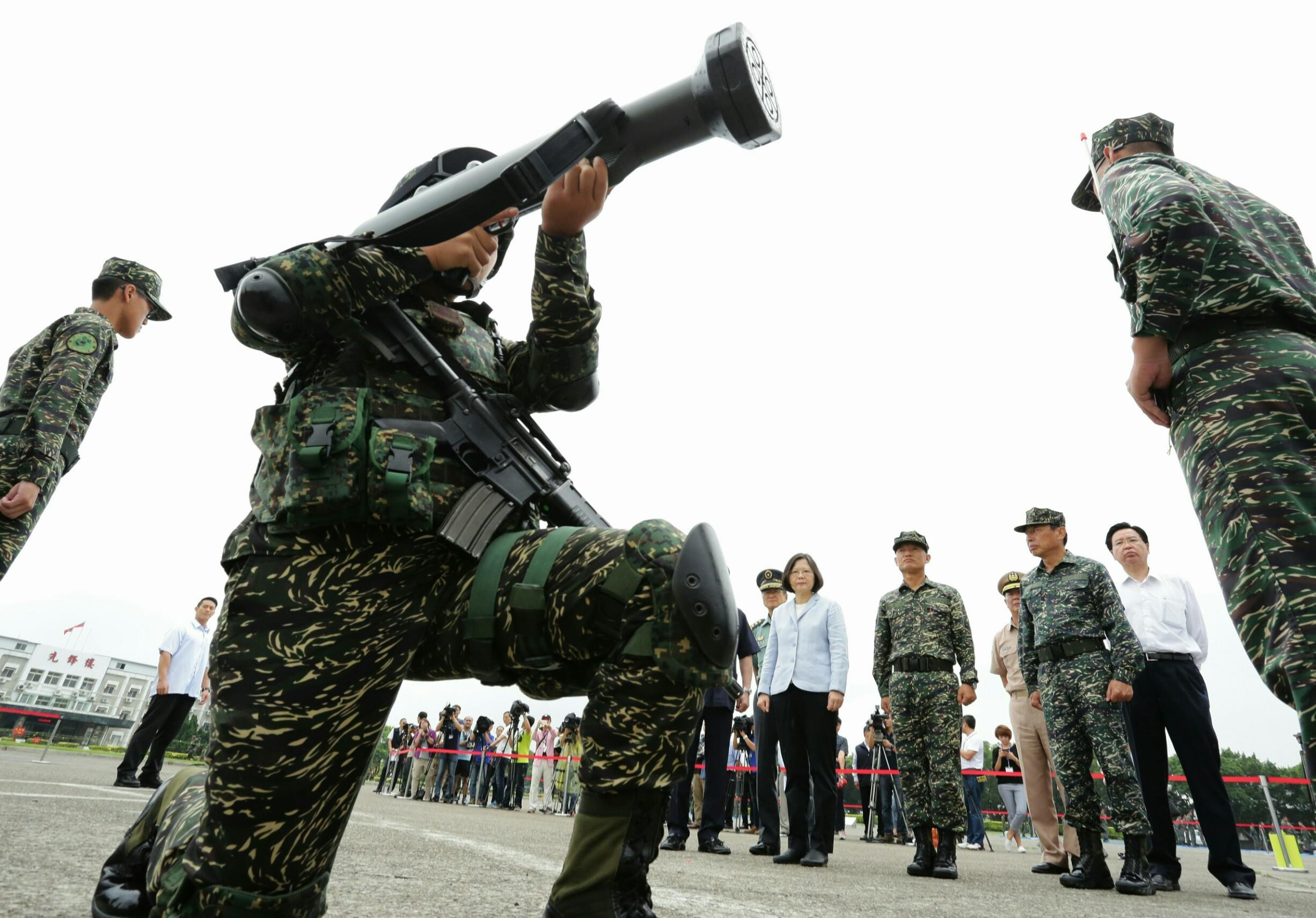
Démonstration du système Kestrel devant la présidente taïwanaise Tsai Ing-wen.

### Police militaire de la république de Chine
Le Kestrel est entré en service dans le ROC Marine Corp en 2015. En 2018, la police militaire de la république de Chine a passé une commande de 445 lanceurs. En décembre 2019, la police militaire avait acheté 397 systèmes de combat, 238 systèmes de test et cinq simulateurs d'entraînement.

### Administration de la Garde côtière
En 2019, l'administration des garde-côtes a passé une commande de 84 lanceurs et 88 simulateurs. En avril 2021, 292 avaient été déployés dans des unités en garnison sur des îles de la mer de Chine méridionale.

### Armée de la république de Chine
L'armée de terre de la république de Chine a évalué le système en 2018 pour remplacer ses M72 LAW.

## Roquettes

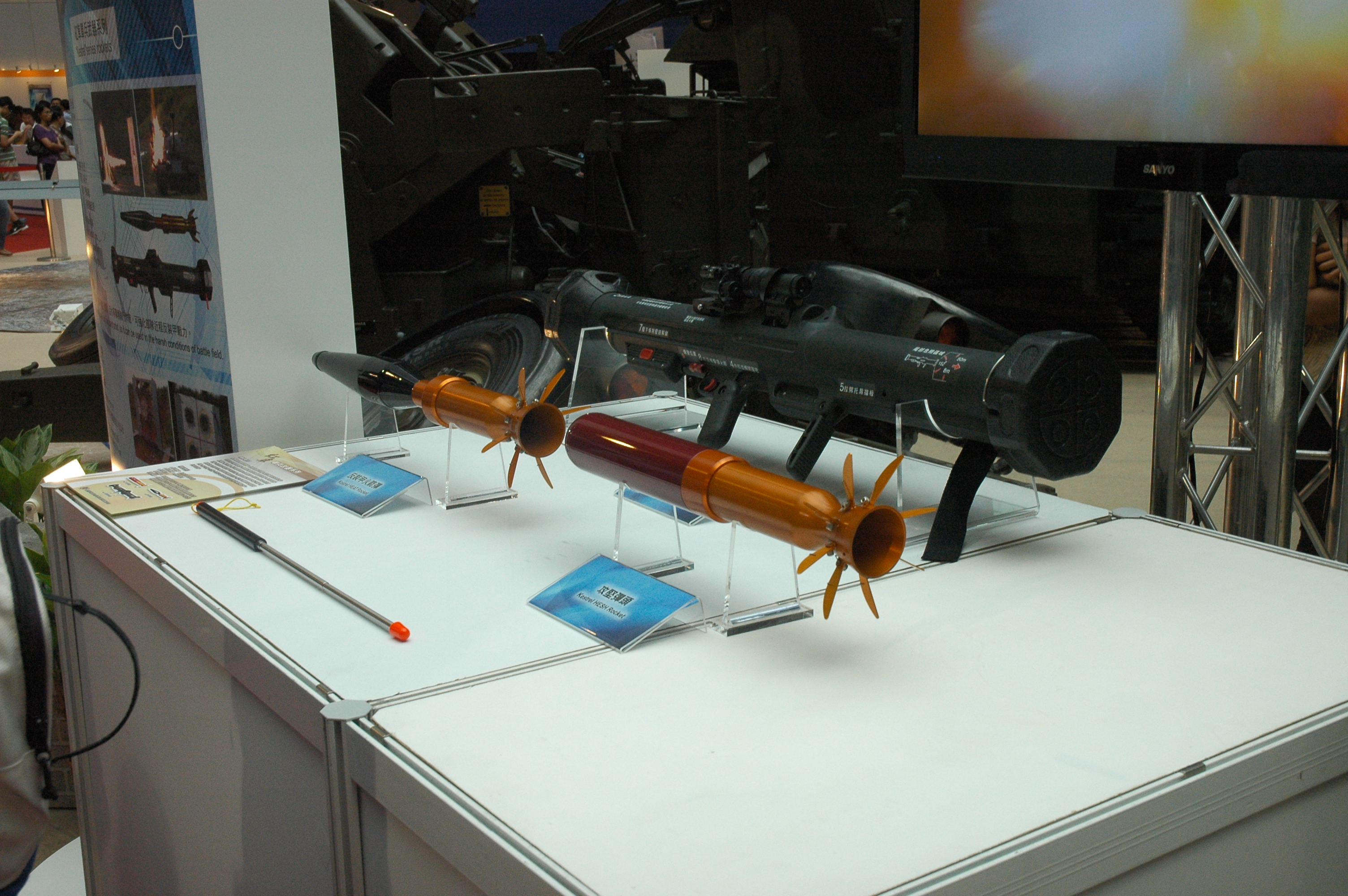
Des roquettes du Kestrel.

### OCC
La fusée standard comporte une ogive antichar hautement explosive. La fusée OCC a une portée de 400 m et peut pénétrer 35 centimètres de blindage.

### HESH
Le développement d'une ogive High Explosive Squash Head a commencé en 2012, testée alors contre des murs en briques et en béton armé. Cette ogive est particulièrement efficace pour faire des trous dans des murs en béton, créant des passages improvisés lors de combats urbains. La fusée HESH a une portée de 150 mètres et peut pénétrer 20 à 60 centimètres de béton armé.

### Longue portée
Une roquette de longue portée pouvant atteindre 1 200 m est en cours de développement.

### Guidée
Un missile guidé basé sur les fusées Kestrel existantes est en cours de développement en 2019 par le NCSIST dans le but de fournir un équivalent national au FGM-148 Javelin.